# Voran
Voran is een historisch merk van motorfietsen.
De bedrijfsnaam was: Berliner Kleinmotoren-AG, Berlijn (1921-1924).
Duits bedrijf dat eenvoudige motorfietsen met eigen 143 cc tweetaktmotor maakte.
Voran begon zijn productie van lichte, goedkope motorfietsjes in 1921, maar was een van de honderden kleine bedrijven die gemotoriseerde fietsen en lichte motorfietsen ging bouwen. In de jaren 1924-1926 verdween het gros van deze merken, die alleen klanten in de regio konden bedienen, weer van het toneel. 